# Řezno
Řezno (německy Regensburg, latinsky Castra Regina nebo Reginum, novolatinsky a v dalších románských jazycích Ratisbona, francouzsky Ratisbonne) je bavorské město na Dunaji v Německu. Žije zde přibližně 159 tisíc obyvatel. Město má postavení městského okresu (Kreisfreie Stadt), zároveň je to správní středisko bavorského vládního obvodu Horní Falc a zemského okresu Řezno. Nacházelo se zde centrum diecéze, do které České země spadaly před vyhlášením pražského biskupství (973). Keltské sídlo, které se zde nacházelo před vznikem germánského města, se nazývalo Radasbona nebo Ratispona.
Historické centrum města je od roku 2006 zapsáno na Seznamu světového dědictví UNESCO. Sídlí zde fotbalový klub SSV Jahn Regensburg.

## Geografie
Řezno leží v nejsevernějším místě Dunaje, v ohybu řeky, kde se do ní vlévají řeky Nába (Naab) a Řezná (zastarale Řezen, německy Regen). Město se nachází na rozhraní čtyř oblastí: pohoří Bavorský les (S a SV), oblast sprašové nížiny Gäuboden (V a JV), oblast třetihorních kopců na jihu a pohoří Franská Alba na západě.

## Statistické údaje
Řezno je čtvrtým největším městem Bavorska. V současné době žije na jeho území přibližně 159 tisíc obyvatel. Rozloha katastru města činí 80,76 km², hustota zalidnění je 1737 obyvatel/km². Leží v nadmořské výšce 343 m.
Vozidla zde registrovaná mají státní poznávací značku R. Pro řezenská PSČ je stanoven rozsah 93047 až 93059.

## Historie

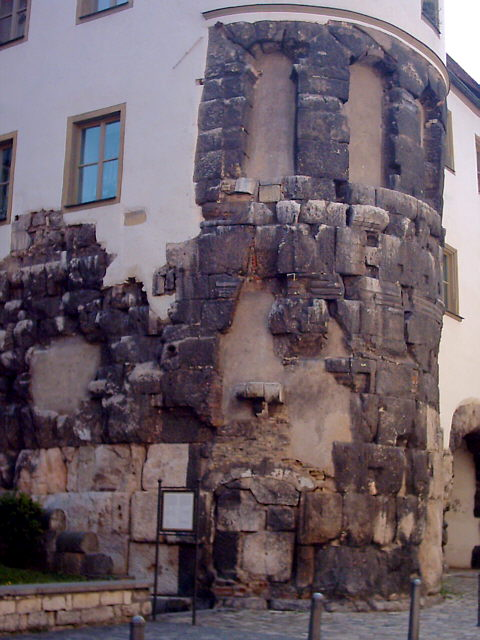
Zbytky Východní věže brány Porta Praetoria z doby starověkého Říma (postavena roku 179)

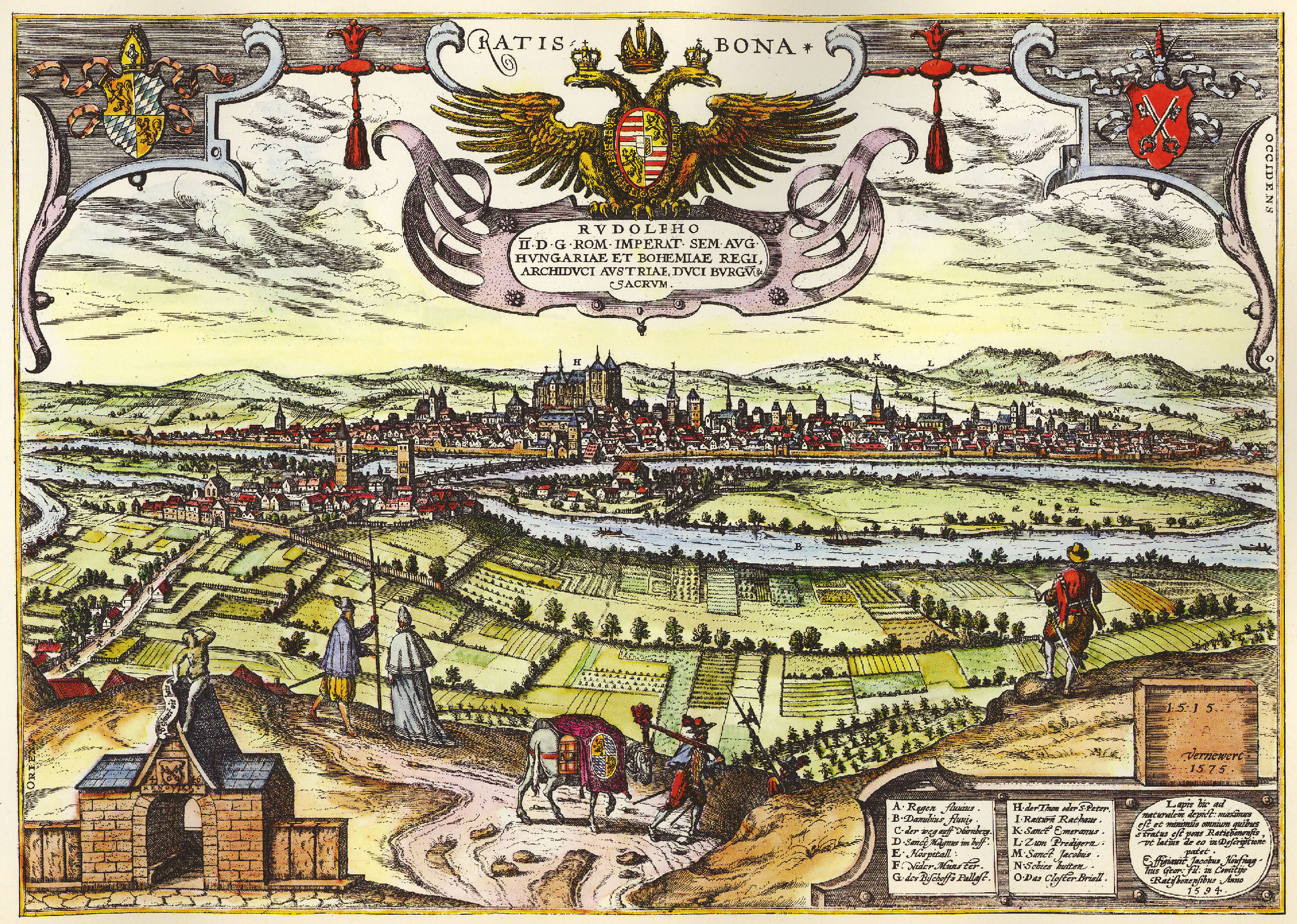
Pohled na město (mezi 1572 a 1618)

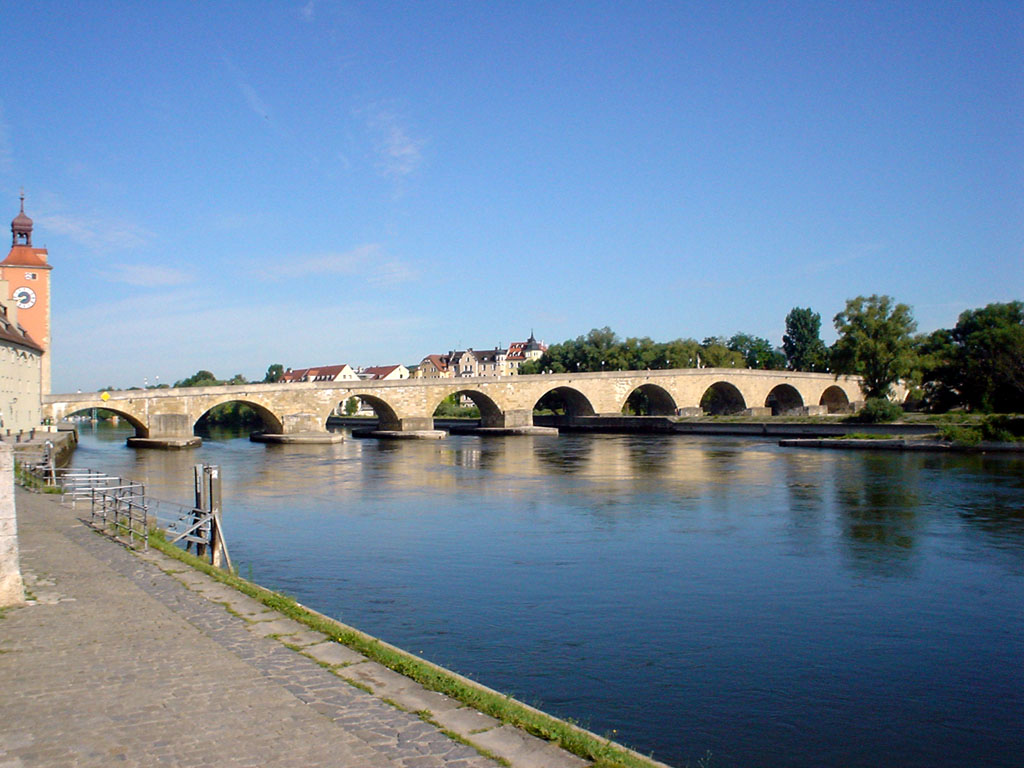
Kamenný most postavený mezi lety 1135 a 1146

Řezno bylo jedním z nejstarších německých městských sídlišť v Německu a ve 12.–13. století největším a nejbohatším městem v jižním Německu.
Již ve starověku zde existovalo keltské středisko s názvem Radasbona, který se později přeměnil na Ratisbona. Kolem roku 70 tu Římané založili vojenský tábor pro kohortu, který císař Marcus Aurelius roku 179 rozšířil na tábor pro legii s názvem Castra Regina („pevnost na řece Regen“). Z této doby se zachovaly zbytky Východní věže brány římského tábora Porta Praetoria. Ve 4. století bylo toto římské opevněné místo zničeno Germány.
Počátkem 6. století se na troskách římského tábora usídlili Agilolfingové, vévodové utvářejícího se kmene Bavorů, kteří v 7. století přijali křesťanství. V roce 739 zde sv. Bonifác ustanovil biskupství a vzniklo říšské opatství nad hrobem sv. Jimrama. Roku 788 ukončil vládu Agilolfingů Karel Veliký a Řezno se stalo jedním ze sídelních rezidencí Karlovců, později sídelním městem vládců východofranské říše.
Ve 12. a 13. století dosáhlo Řezno vrcholného rozkvětu. Rozšiřovalo své obchodní vazby, spojení bylo přes Brennerský průsmyk navázáno mimo jiné s Benátkami. Ve městě byl ve 12. století postaven první kamenný most, jehož architekt postavil mimo jiné Juditin most v Praze. Pro Prahu představovalo Řezno bránu na západ. Město se postupně osvobozovalo z moci bavorských vévodů i řezenských biskupů, až se v roce 1245 stalo svobodným říšským městem. Ve 14. století je však zastínily tehdy se rychle rozvíjející Augšpurk a Norimberk. Roku 1542 přijala městská rada dočasně luterské vyznání.
V letech 1663–1802 se Řezno stalo stálým sídlem říšského sněmu, který představoval jakýsi předstupeň německého parlamentu. V roce 1803 ztratilo status svobodného města a jako světské knížectví připadlo mohučskému arcibiskupovi Theodoru Karlovi von Dahlberg. Roku 1809 bylo dobyto Francouzi a roku 1810 připadlo Bavorsku.

### Vztahy k českým zemím

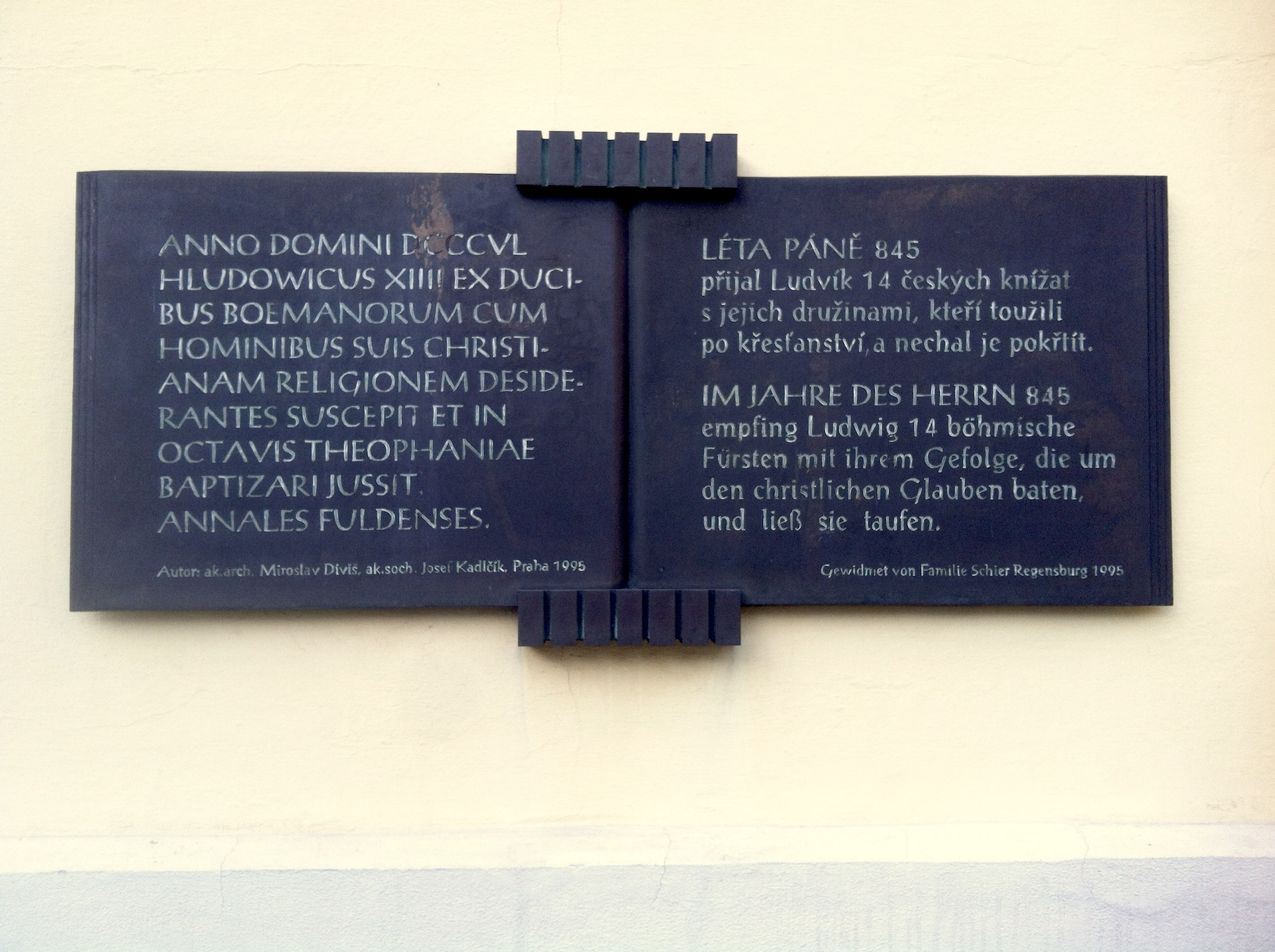
Trojjazyčná pamětní deska připomíná slovy fuldských letopisů křest v roce 845.

Řezno jako jedno z center franské, resp. východofranské říše mělo pro sousední Čechy význam již v 9. století. Roku 845 do něj přišlo 14 blíže neznámých českých knížat, aby zde společně se svými družiníky přijali křest. Izolovaný akt je významný tím, že 14 velmožů jednalo společně a současně nezávisle na velkomoravském Mojmírovi I. orientovanému na Pasov. Událost připomíná pamětní deska na kostele sv. Jana.
Největší význam mělo Řezno v počátku budování českého státu, kdy Čechy spadaly pod správu řezenské diecéze. Bylo tomu od konce 9. století, kdy po smrti největšího velkomoravského panovníka, Svatopluka I., se pozvedá moc Přemyslovců a počíná christianizace Čech (budování kostelů na hradištích). Za knížete Václava se změnila politická orientace českého státu na Sasko, ale církevní příslušnost k řezenskému biskupství zůstala zachována. Roku 973 bylo v Praze přes odpor řezenské kapituly, ale se souhlasem biskupa Wolfganga založeno vlastní biskupství.
Řezno nadále zůstávalo významným městem na obchodní stezce (Řezenská stezka) a blízkým říšským městem. V roce 1158 zde byl korunován Vladislav II. na druhého českého krále. Po vzoru nedávno tam postaveného Kamenného mostu nechal pak Vladislav v Praze postavit most Juditin. V řezenském mostě bývá hledán vzor i dalších středověkých mostů v Čechách, v Písku, v Roudnici nad Labem a Karlova mostu v Praze, který nahradil Juditin.

## Významné stavby
- Porta praetoria – římská brána z dob Marka Aurélia (179)
- Kamenný most (Steinerne Brücke) z let 1135–1146 je nejstarším dochovaným a dodnes používaným mostem na sever od Alp, který se stal vzorem dalších mostů v Evropě (Londýn, Avignon) i v Čechách (Juditin most). Přes něj vedoucí obchodní cesta byla zdrojem bohatství města.
- Katedrála sv. Petra (Dom St. Peter) je dominantou města; představuje jedno z hlavních děl bavorské gotiky od 2. poloviny 13. století do roku 1525, věže byly dostavěny ve stylu gotického purismu v letech 1859–1869).
- Římská věž (Römerturm), postavená kolem roku 1200, představuje pozůstatek vévodského dvorce Wittelsbachů, který vznikl na místě původní vévodské falce Agilolfingů, později využívané východofranskými králi a císaři.
- Stará kaple (Alte Kapelle), původně hradní kaple falce, dnes románská loď ze druhé poloviny 12. století s vnitřní rokokovou úpravou (1747).
- Klášter sv. Jimrama přestavěný na zámek Thurn-Taxisů (Thurn und Taxis Schloß), z 8.–12. století, bazilika s křížovou chodbou (Basilika St. Emmeram) se z větší části dochovala ve středověké podobě s barokními úpravami interiéru; budovy kláštera sv. Jimrama, byl po roce 1811 během 19. století přestavěny knížaty Thurn-Taxis na zámecké sídlo, které zčásti zůstává jejich rezidencí, objekty muzea a klenotnice jsou stále přístupné.
- kostel svatého Jana (Stiftskirche St. Johann) na náměstí vedle katedrály, na kostele je pamětní deska připomínající křest 14 českých knížat v roce 845.

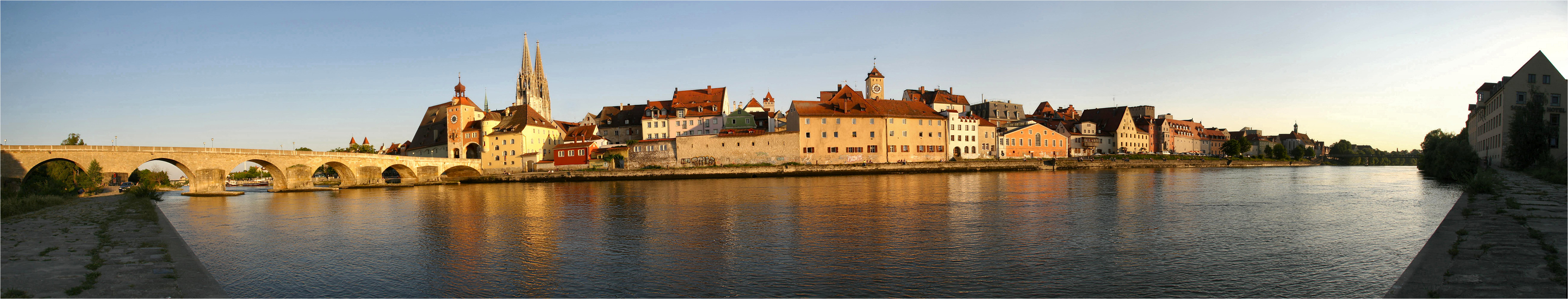
Panorama s kamenným mostem, věžemi katedrály a věží staré radnice

## Významné osobnosti spjaté sŘeznem
- Svatý Bonifác založil v Řezně roku 739 biskupství
- Arnulf Zlý (9. století – 14. července 937, Řezno), markrabě (907–911) a později vévoda (911–914 a 919–937) bavorský,
- Johannes Aventinus (1477–1534), německý historik a filolog
- Albrecht Altdorfer, německý malíř a mědirytec (* kol. 1480 – 1538)
- Don Juan de Austria (1547–1578), syn císaře Karla V. a dcery řezenských měšťanů Barbory Blombergové
- Johannes Kepler (1571–1630), německý matematik a astronom, zemřel v Řezně. V jeho úmrtním domě bylo zřízeno muzeum (Kepplerhaus)
- Johann Nepomuk Mälzel (1772–1838), německý hudebník a vynálezce metronomu
- Joseph Stepling (1716–1778), česko-německý jezuitský kněz, fyzik, astronom, matematik, meteorolog a pedagog, narodil se zde
- Jimram z Řezna (‽–652), biskup sv. Jimram

## Partnerská města
- Aberdeen, Skotsko, Spojené království, 1955[6]
- Brixen, Itálie, 1969
- Clermont-Ferrand, Francie, 1969
- Oděsa, Ukrajina, 1980
- Plzeň, Česko, 1993
- Tempe, Arizona, USA, 1981
- Budapešť, Maďarsko, 2005
- Čching-tao, Čína, 2009[7]